# يوشيمي تاكوشي
يوشيمي تاكوشي (باليابانية: 竹内好) هو كاتب ومؤلف ومترجم وأستاذ جامعي ياباني، ولد في 2 أكتوبر 1910 في ناغانو في اليابان، وتوفي في 3 مارس 1977 في موساشينو في اليابان.